# Mikroregion Jižní Valašsko
Mikroregion Jižní Valašsko je sdružení právnických osob v okresu Vsetín a okresu Zlín, jeho sídlem je Štítná nad Vláří a jeho cílem je rozvoj regionu. Sdružuje celkem 27 obcí a byl založen v roce 1999.

## Obce sdružené v mikroregionu
- Bohuslavice nad Vláří
- Brumov-Bylnice
- Drnovice
- Haluzice
- Jestřabí
- Křekov
- Lačnov
- Lipová
- Loučka
- Návojná
- Nedašov
- Nedašova Lhota
- Petrůvka
- Poteč
- Rokytnice
- Rudimov
- Slavičín
- Šanov
- Štítná nad Vláří-Popov
- Študlov
- Tichov
- Újezd
- Valašské Klobouky
- Valašské Příkazy
- Vlachova Lhota
- Vlachovice
- Vysoké Pole